# مراقبة غازات التعقيم
غازات التّعقيم هي مركّبات مستخدمة من قبل الرعاية الصحية وتسهيلات أخرى لتعقيم التّجهيزات الطبيّة الّتي لا يمكن تعقيمها بالحرارة أو بطرق البخار.
الغازات المعقّمة الّتي تم التصديق عليها حالياً من قبل FDA هي أكسيد الإيثيلين، بروكسيد الهروجين والأوزون.
يقصد بالتّعقيم التدمير الكامل للحياة البيولوجية (يتضمن ذلك الفيروسات والأشكال المتعددة للبكتيريا) وفعّالية التّعقيم عادة تعتبر كافية إذا بقي أقل من واحد بالمليون ميكروب حي.
بما أن الغازات المعقّمة اختيرت لتقوم بتدمير مجال كبير من أشكال الحياة البيولوجية، فإن أي غاز ملائم للتعقيم يعتبر خطراً على حياة الأشخاص الذين يتعرضون لها.
تعتبرالمركز الوطني للسلامة والصحة المهنية (بالإنجليزية: NIOSH)‏ قيم الخطر مباشر على الصحة والحياة للغازات المعقمة الثلاثة المذكورة هي 800ppm، 75ppm و5ppm لاكسيد الأثيلين ،فوق أكسيد الهيدروجين والأوزون على التوالي	.
للمقارنة، قيمة خطورة فورية للحياة أو الصحة لغاز السيانيد أو(سيانيد الهيدروجين) هي 50ppm.
ولهذا فإن الاقتراب حتى من غازات ذات تعقيم قليل المستوى يجب ألا يعالج بطريقة اعتيادية ومعظم الهيئات تتخذ تدابير قطعية لتضمن حماية موظفيها.
بالإضافة لذلك، فإن معامل التعقيم تتخذ أيضا تدابير قطعية لتجعل منتجاتها آمنة قدر الإمكان، لكن المعقمات (وكما يحدث مع أي أداة ميكانيكية) يمكن وأحياناً تفشل وقد تم الإبلاغ عن تسرّبات واقعة (انظر كمثال قاعدة البيانات لتجربة FDA في وضع أداة للتسهيلات الاستخدامية والصناعية).
مراقبات الغاز المستمرّة مستخدمة كجزء من البرنامج الحماية الكلّي لتأمين إنذار عاجل للعاملين في المكان الذي فيه تسريب بالغاز المعقم.
تحذيرات المراقب عادة تضبط لتنبّه عن حالة تعرض شديد يتجاوز حدود الOSHA المسموحة(PELs)، وهي 1.0ppm لاكسيد الأثيلين  و1.0 و0.1 ppm لكل من ماء الأوكسجين والأوزون على التوالي. ال PELs تحسب كقيم متوسط ثقل 8 ساعات (أي متوسط التعرض خلال وقت المناوبة النموذجي).
أيضاً لتأمين استمرار المراقبة، فإن مراقب الغاز الأفضل يحوي نظام تحصيل معلومات محوسب يؤمّن ولوج للمعطيات أوتوماتيكي للمساعدة في الخضوع قوانين OSHA  والتنبيه لأحداث توشك أن تحدث لتمكّن المستخدمين من تصحيحها قبل أن تصبح خطراً.
هناك العديد من التقنيات المستخدمة عموماً لكشف الغازات المعقمة، التقنيات الثلاث الرئيسية هي الكهركيميائي، الغاز اللوني ونصف الناقل الأوكسيدي المعدني. التقنيات الثلاث مناسبة لاكسيد الأثيلين، لكن فقط الحساسات الكهركيميائية تستخدم لكشف ماء الأوكسجين والأوزون.
لاكسيد الأثيلين ،حساسات النصف ناقلة الأوكسيدية المعدنية توفر كلفة منخفضة، كاشف طويل الأمد، لكنها تفتقر إلى الحساسية الضرورية لكشف اكسيد الأثيلين بحدود PEL لOSHA.عوضاً عن ذلك هذه الحساسات تستخدم مفقط ككاشفات للنقص الإجمالي. الغاز اللوني يوفر حساسية ممتازة وانتقائية قريبة لاكسيد الأثيلين، لكن المراقبات تحتاج إلى صيانة شديدة وعادة تأخذ عينات وتحلل من عدة نقاط قياس بالتّسلسل بعكس المراقبة المستمرة. الحساسات الكهركيميائية توفر حساسية جيدة جداً ، أزمنة استجابة سريعة للمنبه وحجم صغير. ChemDAQ ومعظم مصنّعي مراقبات الغاز الأخرى تستخدم حساسات الكهركيميائي للغازات السامة بسبب محاسنها الكثيرة.
تعاني الحساسات الكهركيميائية على نحو تقليدي مشاكل تقاطع الحساسية مع أبخرة أخرى (الكحول خاصة مزعج في الرعاية الصحية) نتائج تقاطع الحساسية تظهر في الإنذارات المزيفة، عمليات إخلاء غير ضرورية وأخيراً فقدان لمصداقية أنظمة مراقبة الغازات.
أحد المصنّعين، ChemDAQ  قام بتطوير مرشّح خاص يسمح بمرور غاز الإثيلين لكن يلغي الغازات والأبخرة الشائعة والمشوّشة (من ضمنها أول أكسيد الكربون، الإيثانول والIPA) استخدام هذا المرشّح يسمح بكشف اكسيد الأثيلين بالإضافة لكل المحاسن التي توفرها الحساسات الكهركيميائية ،لكن بدون مشاكل تقاطع الحساسية.
هناك العديد من المصنعين لتجهيزات مراقبة الغازات وعلى المستخدمين مراجعة التعليمات المتاحة من قبل الشركات قبل القيام بشراء نظام مراقبة الغازات للتأكد من أنها تناسب تطبيقاتهم.